# Langeskov Idrætsforening
55°21′24″N 10°35′53″Ø / 55.35667°N 10.59806°Ø
Langeskov Idrætsforening (forkortet LIF) er en klub for tennis- og fodboldinteresserede.
Foreningen blev stiftet den 1926. Efter en periode i de lavere serier fik LIF igen efter 2001 et fodboldhold placeret i Fyns serie 1.

## Ekstern kilde/henvisning
- LIFs officielle hjemmeside
- S1 2007, pulje 1 Arkiveret 19. februar 2008 hos  Wayback Machine